# Piers Gaveston, Conde da Cornualha
Piers Gaveston (cerca 1284 - 1312) foi Conde da Cornualha e o favorito do rei Eduardo II de Inglaterra.
Gaveston era natural da Gasconha, então uma província do Ducado da Aquitânia, uma possessão da coroa inglesa. Veio para a corte de Inglaterra muito jovem e desde a infância adquiriu o estatuto de melhor amigo do Príncipe de Gales, o futuro Eduardo II. O rei Eduardo I desconfiava da natureza da relação e acreditava que os dois eram amantes. Além disso, o rei julgava que Gaveston exercia uma forte influência negativa sobre o filho e fez com que ele fosse exilado para a Gasconha.
Em 1307, Eduardo II torna-se rei e a sua primeira atitude enquanto tal foi a de chamar Gaveston à corte, oferecer-lhe o condado da Cornualha e casá-lo com a sobrinha Margarida de Gloucester. A relação dos dois era escandalosa e contribuía, na opinião dos nobres ingleses, para a negligência do rei nos assuntos da governação. Odiado pelos seus pares, Gaveston foi exilado mais duas vezes, apenas para ser chamado de volta assim que Eduardo II considerava prudente. O seu principal inimigo era Tomás de Lancaster, um dos primos do rei, que Gaveston havia derrotado num torneio, mas muitos mais detestavam o favorito. Em 1312 foi considerado necessário tomar medidas mais drásticas e Gaveston foi assassinado por Lancaster.